# Lillehammer GP
De Lillehammer GP is een eendagswielerwedstrijd en wordt sinds 2018 verreden in Lillehammer. De wedstrijd behoort tot de UCI 1.2 categorie in de UCI Europe Tour. De eerste editie werd gewonnen door de Deen Alexander Kamp. 
De Lillehammer GP maakt onderdeel uit van het Uno - X Development Weekend, samen met de Hafjell GP en de Gylne Gutuer.

## Erelijst
| Jaar | Winnaar                      | Tweede           | Derde                  |
| ---- | ---------------------------- | ---------------- | ---------------------- |
| 2018 | Alexander Kamp               | Andreas Stokbro  | Cees Bol               |
| 2019 | Niklas Larsen                | Kristian Aasvold | Julian Mertens         |
| 2020 | Andreas Leknessund           | Torstein Træen   | Andreas Staune-Mittet  |
| 2021 | Idar Andersen                | Gianni Marchand  | Lucas Eriksson         |
| 2022 | Magnus Bak Klaris            | Josh Kench       | Torstein Træen         |
| 2023 | Christian Ingemann Lindquist | Johannes Kulset  | Eivind Broholt Fougner |
| 2024 | Niet verreden                | Niet verreden    | Niet verreden          |

## Overwinningen per land
| Overwinningen | Land       |
| ------------- | ---------- |
| 4             | Denemarken |
| 2             | Noorwegen  |

2005 · 
2006 · 
2007 · 
2008 · 
2009 · 
2010 · 
2011 · 
2012 · 
2013 · 
2014 · 
2015 · 
2016 · 
2017 ·
2018 ·
2019 ·
2020 ·
2021 ·
2022 ·
2023 ·
2024 ·
2025
Belangrijkste etappewedstrijden

Internationaal Wegcriterium · Driedaagse Brugge-De Panne · Ronde van de Alpen · Vierdaagse van Duinkerke · Ronde van Beieren · Ronde van Noorwegen · Ronde van België · Ronde van Luxemburg · Ronde van Oostenrijk · Ronde van Wallonië · Ronde van Burgos · Ronde van Denemarken · Arctic Race of Norway · Ronde van Groot-Brittannië
Belangrijkste eendaagse wedstrijden

Trofeo Laigueglia · GP Lugano · GP Nobili Rubinetterie · Dwars door Vlaanderen · Scheldeprijs · Brabantse Pijl · GP Kanton Aargau · Brussels Cycling Classic · GP Fourmies · Primus Classic Impanis-Van Petegem · Ronde van de Drie Valleien · Milaan-Turijn · Ronde van Piemonte · Ronde van het Münsterland · Ronde van Emilia · Parijs-Tours · GP Bruno Beghelli